# Cidaria passerata
Cidaria passerata är en fjärilsart som beskrevs av J. Peter Maassen 1890. Cidaria passerata ingår i släktet Cidaria och familjen mätare. Inga underarter finns listade i Catalogue of Life.